# Mount Van der Hoeven
Mount Van der Hoeven är ett berg i Antarktis. Det ligger i Östantarktis. Nya Zeeland gör anspråk på området. Toppen på Mount Van der Hoeven är 1 940 meter över havet, eller 234 meter över den omgivande terrängen. Bredden vid basen är 3,9 km.
Terrängen runt Mount Van der Hoeven är huvudsakligen kuperad, men åt sydväst är den platt. Mount Van der Hoeven är den högsta punkten i trakten. Trakten är obefolkad. Det finns inga samhällen i närheten. 